# Chris Boyd
Chris Boyd (Austrália, 1978 - Gracetown, 23 de novembro de 2013) foi um surfista australiano.
Surfista profissional, foi morto por ataque de tubarões e este fato vai fazer com que o governo australiano sacrifique os tubarões com mais de 3 metros.